# 존 티니스우드
존 티니스우드(John Tinniswood, 본명: 존 알프레드 티니스우드, 본명 영어: John Alfred Tinniswood, 1912년 8월 26일~2024년 11월 25일)는 영국의 슈퍼센티네리언으로, 114년 311일의 나이로 2024년 4월 2일 베네수엘라의 후안 빈센테 페레스가 사망하고 2024년 6월 29일 중국의 스핑이 사망한 이후 세계 최고령 생존 112년 91년 기록을 세웠다.

## 개인사
존 알프레드 티니스우드는 1912년 8월 26일 영국 리버풀에서 태어났다. 제2차 세계 대전 당시 시력이 좋지 않아 군인으로 입대할 수 없었고, 그 결과 왕립육군 급여군단 내에서 회계사 및 감사관으로 행정직을 맡았다. 그는 또한 좌초된 군인 찾기, 식량 공급 정리와 같은 병참 업무에도 참여했다. 그는 전쟁 중 댄스 파티에서 미래의 아내 블로드웬 로버츠를 만났다. 이들은 1942년에 결혼했고 다음 해에 외동딸인 수잔이 태어났다. 티니스우드는 계속해서 로열메일, 셸멕스 앤드 BP(Shell-Mex and BP)에서 회계사로 일한 후 1972년에 은퇴했다. 블로드웬은 결혼 44년 만인 1986년에 폐암으로 사망했다.

### 노후
말년에 티니스우드는 머지사이드주의 사우스포트 (머지사이드주)에 있는 요양원으로 이사했다. 2022년 8월 그의 110번째 생일에는 그의 자택에서 라이브 음악 공연이 함께했으며, 티니스우드가 열렬한 팬인 리버풀 FC를 기리는 시계도 받았다. 2024년 4월 기준 그에게는 손주 4명, 증손주 3명이 있다.

## 같이 보기
- 최장수인
- 슈퍼센티네리언